# Dolina Środkowego Bobru
Dolina Środkowego Bobru (318.47) – region geograficzny o krajobrazie doliny rzecznej położony w zachodniej Polsce, obejmujący dolinę rzeki Bobru w okolicach Żagania i Nowogrodu Bobrzańskiego. Wydzielony jako mezoregion w ramach wieloautorskiej regionalizacji fizycznogeograficznej Polski z 2018 roku, stanowiący fragment makroregionu Wału Trzebnickiego.

## Położenie geograficzne i administracyjne
Mezoregion przedstawia obniżenie terenowe rozcinające wyniesienia zachodniej części Wału Trzebnickiego, odzielając Wzniesienia Żarskie na zachodzie od Wzgórz Dalkowskich na wschodzie. Na północy sąsiaduje z mezoregionem Obniżenia Nowosolskiego, a na południu graniczy z mezoregionem Borów Dolnośląskich. Obniżeniem tym o długości ok. 27 km i powierzchni ok. 206 km² płynie rzeka Bóbr, na odcinku od Żagania do Nowogrodu Bobrzańskiego. Pod Żaganiem do Bobru wpływa Czerna Wielka, będąca jednym z jego ważniejszych dopływów. Pod względem administracyjnym Dolina Środkowego Bobru położona jest w całości na obszarze województwa lubuskiego.

## Środowisko przyrodnicze
Dno doliny cechuje się naturalnym, nieuregulowanym przebiegiem ze starorzeczami, meandrami i podciętymi brzegami, stanowiąc istotny korytarz ekologiczny objęty ochroną w ramach programu Natura 2000. W mezoregionie miejscami występują sztuczne zbiorniki i cieki wykorzystywane do działalności gospodarczej, liczne są konstrukcje wałów przeciwpowodziowych. Dolina posiada dobrze rozwinięty system teras zbudowanych z osadów piaszczysto-żwirowych. W pokryciu terenu dominują lasy i łąki, a wśród gleb przeważają mady i utwory bielicowe.

## Różnice w podziałach geograficznych
W regionalizacji fizycznogeograficznej Polski według Jerzego Kondrackiego omawiany mezoregion nie był wyróżniony, a obszar go obejmujący należał tam do dwóch jednostek w randze mikroregionu – Obniżenia Bobrzańskiego zaliczonego do Wzniesień Żarskich i Kotliny Żagańskiej przynależnej do Borów Dolnośląskich. W nowym podziale fizycznogeograficznym z 2018 roku przyjęto zasadę, że wyróżniające się przełomy dolin rzecznych stanowią odrębne mezoregiony, w ten sposób wyróżniając m.in. Dolinę Środkowego Bobru.